# Временная метка
Временна́я метка (также метка времени или timestamp с англ. — «временна́я печать») — это последовательность символов или закодированной информации, показывающей, когда произошло определённое событие. Обычно показывает дату и время (иногда с точностью до долей секунд).
Термин пришёл от сургучных печатей, используемых в офисах / на почте, чтобы отпечатать текущую дату (иногда и время) в подписи бумажных документов или записать, когда документ был принят. Типичные примеры метки времени — штемпель на письме.
Сейчас использование термина расширилось на цифровую информацию. Например, компьютерные файлы содержат метки, показывающие, когда последний раз меняли файл; цифровые камеры добавляют временные метки к изображениям. Также временная метка употребляется в BSOD. Например:
```
***nvlddmkm.sys - Address FFFFFFFF base at FFFFF000, TimeStamp 53ad7b60
```

Временная метка используется при цифровой подписи и при журналировании событий.
Примеры
```
2005-10-30 10:45
Sat Jul 23 02:16:57 2005
20140812003842
```

Многие источники также используют термин timestamp, имея в виду POSIX-время, количество секунд прошедшее с 00:00:00 UTC 1 января, 1970 года.

## История
Идея использования временно́й печати информации актуальна довольно давно. Например, когда Роберт Гук открыл свой закон в 1660 году, он не хотел его публиковать, но хотел иметь право на авторство. Поэтому он сначала выпустил анаграмму ceiiinosssttuv и позднее опубликовал перевод ut tensio sic vis (лат: упругость, как сила). Похожая ситуация случилась с Галилеем, в его исследованиях фаз Венеры сперва была опубликована анаграмма.
Современный пример — исследовательской организации может понадобиться доказать, что их идея была разработана до определённой даты. Один из способов решения — перенести всё на компьютер и записать в лабораторную тетрадь зашифрованный ключ целостности данных. В дальнейшем, для проверки, что файл в хранилище не изменялся, вам надо будет пересчитать зашифрованный ключ и сравнить его с ключом в лабораторной тетради.

## Доверие электронной отметке времени
Электронная отметка — это способ достоверно следить за временем создания и модификации документа. "Достоверно" здесь значит, что никто, даже владелец этого документа, не в состоянии изменить однажды созданную информацию так, чтоб её целостность не нарушилась. Административная сторона включает прозрачную сборку управления отметками времени, их создание и обновление.
Защищённая отметка времени — это отметка, выданная при свидетелях. Trusted third party (TTP) ведёт себя как timestamping authority (TSA). Это используется для подтверждения существования определённых данных до определённого момента времени (контракты, данные исследования, медицинские записи и т. п.) без возможности дописывания задним числом. Сложные TSA могут использоваться для повышения надёжности и уменьшения уязвимости.

### Создание временной метки
При цифровой подписи — timestamp ссылается на time code или digitally signed timestamp, которые предназначены для подтверждения существования определённого документа в определённое время
Эта техника основана на цифровых подписях и хеш-функциях. Сначала хеш вычисляется из данных. Хеш — своего рода цифровая контрольная сумма файла оригинальных данных: другая строка битов для установленных данных. Если оригинальные данные были изменены, то получится уже полностью другой хеш. Этот хеш посылается TSA, TSA генерирует timestamp для хеша и вычисляет хеш этого объединения. Этот хеш, например, может быть подписан в цифровой форме с приватным ключом TSA. Этот подписанный хеш и timestamp возвращаются на подписанную сторону timestamp, который хранит их с оригинальными данными (см. диаграмму).
Впоследствии оригинальные данные не могут быть вычислены из хеша (поскольку хеш-функция является функцией в одну сторону (необратимой)), TSA никогда не видит оригинальные данные, которые допускается использовать в этом методе для конфиденциальных данных.

### Проверка временной метки
Все, кто доверяет создателю временной метки (TSA), могут убедиться, что документ уже существовал на момент времени, который был представлен создателем. Также является неопровержимым тот факт, что оригинальные данные принадлежали лицу, запросившему электронную отметку времени, именно в момент создания этой электронной отметки. Для доказательства этого (см. диаграмму) вычисляется хеш оригинальных данных, к нему добавляется timestamp, полученный от TSA, и вычисляется хеш этого объединения, назовём его хешем A.
Затем проверяется цифровая подпись TSA путём дешифрования подписанного хеша, полученного от TSA, с помощью открытого ключа TSA. В результате получается дешифрованный хеш, который назовём хешем B. Если хеш A идентичен хешу B, значит, электронная отметка времени не подвергалась изменениям и была выпущена TSA. Если хеши не совпадают, можно утверждать, что либо электронная отметка времени была изменена, либо она не была выпущена TSA.